# Iperfullerene

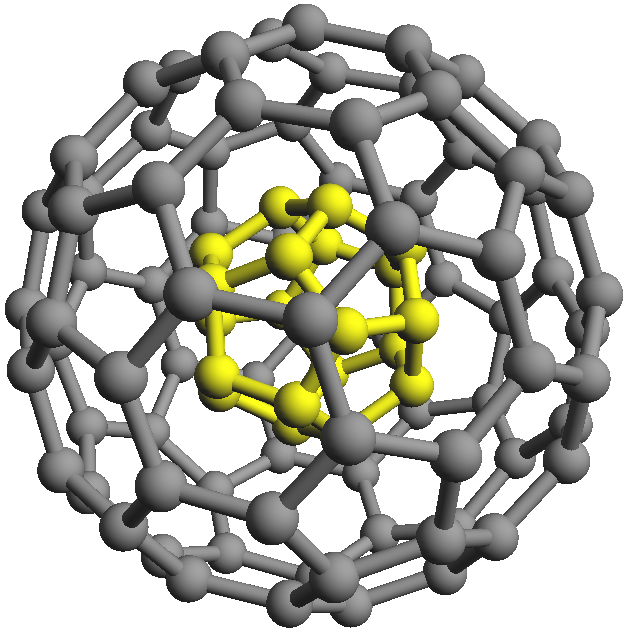
Iperfullerene formato da due sfere concentriche, quella esterna costituita da 80 atomi di carbonio e quella interna da 20 atomi di carbonio. Viene rappresentata con la formula C_{20}@C_{80}.

L'iperfullerene (più noto col termine inglese di hyperfullerene o buckyonions) è una forma  che può considerarsi allotropica del carbonio. In genere con questo nome si intende sia la forma più semplice, costituita da una molecola di fullerene "rivestita" da un ulteriore strato di carbonio, sia le forme di peso molecolare maggiore. Sono molecole costituite interamente di carbonio, ibridazione sp2, che prendono la forma di un insieme di sfere vuote concentriche. Appaiono come una polvere di colore grigio o nero, di massa molecolare che può variare da un minimo di 2280 g/mol ad un massimo di 10080 g/mol.

## Nomenclatura
Classe molecolare relativamente recente, si denominano indicando gli strati, partendo dall'interno, e il numero di atomi di carbonio costituenti lo strato. Le molecole sono costituite da strati concentrici di sfere formate da esagoni concatenati tra loro da un numero fisso di pentagoni, quindi in ogni strato è il solo numero di esagoni a variare. Si dividono in due categorie, con o senza lo strato interno C60. Come il fullerene single-walled da cui originano derivano il nome da Richard Buckminster Fuller, architetto celebre per aver diffuso la cupola geodetica.

## Usi proposti altre informazioni
La molecola, stante la disposizione vicina degli elettroni dell'orbitale molecolare π del legame C-C costituenti il doppio legame dei singoli strati, mostra particolari caratteristiche ottiche ed elettroniche.
I fullereni sono stati proposti per il confinamento, al loro interno, di elementi radioattivi, prevedendo meccanismi di assorbimento quantistico della radiazione emessa.